# Lerzy
Lerzy település Franciaországban, Aisne megyében. Lakosainak száma 224 fő (2022. január 1.). Lerzy Buironfosse, La Capelle, Froidestrées és Sorbais községekkel határos.

## Népesség
A település népességének változása:
| Lakosok száma | 263  | 220  | 209  | 182  | 211  | 209  | 213  | 223  | 223  | 224  |
|               | 1968 | 1982 | 1990 | 2006 | 2013 | 2015 | 2017 | 2019 | 2020 | 2022 |